# Friedrich Wilhelm Meister
Friedrich Wilhelm Meister (* 27. Mai 1870 in Stettin; † 18. März 1946) war ein deutscher Verwaltungsjurist, Ministerialbeamter und Richter.

## Leben

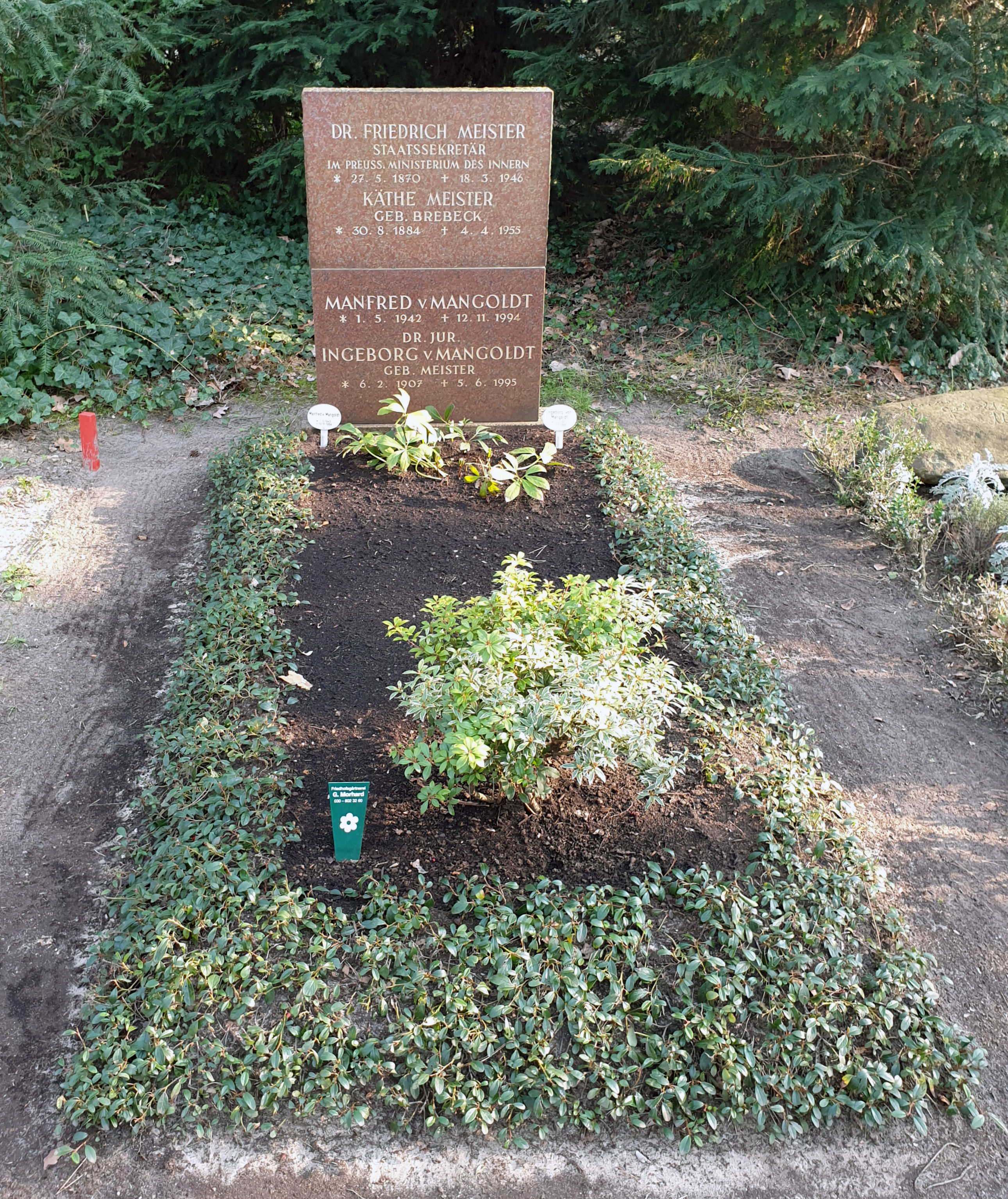
Meisters Grab

Meister studierte an der Ruprecht-Karls-Universität Rechtswissenschaft. 1888 wurde er im Corps Guestphalia Heidelberg recipiert. 1892 leitete er den Congress des Kösener Senioren-Convents-Verbandes. Nach bestandenem Staatsexamen und anschließendem Referendariat trat er in den Verwaltungsdienst des Königreichs Preußen. 1903 wurde er Landrat des Kreises Thorn in Westpreußen. 1911 kam er als Vortragender Rat zum preußischen Innenministerium, in dem er 1918 Ministerialdirektor und 1924 Staatssekretär wurde. Als Mitglied der Deutschen Volkspartei wurde er 1926 vom sozialdemokratischen Innenminister Albert Grzesinski abberufen und durch Wilhelm Abegg (Deutsche Demokratische Partei) ersetzt. Meister wechselte daraufhin als Senatspräsident an das Preußische Oberverwaltungsgericht. Seit 1933 Vizepräsident dieses Gerichts, wurde er 1935 altersbedingt in den Ruhestand versetzt. Er starb im Alter von 75 Jahren und wurde auf dem Waldfriedhof Zehlendorf beigesetzt. Das Grab ist erhalten.